# Rodna (Bistrița-Năsăud)
Pour l’article homonyme, voir Rodna.
Rodna (en hongrois : Óradna) est une commune du județ de Bistrița-Năsăud en Transylvanie (Roumanie).